# Район Тігрі
Район Тігрі (нід. Tigri-gebied) — лісиста територія, що є об'єктом територіальної суперечки між Гаяною та Суринамом приблизно з 1840 року. Це територія між річками Нью-Ривер на заході, Куруні та Кутарі на сході. У Гаяні ця територія відома під назвою Трикутник Нью-Ривер. У 1969 році конфлікт відносно цієї території розгорівся, та з того часу ця територія контролюється Гаяною, хоч і Суринам не відмовився від претензій. У 1971 році, уряди обох країн домовились продовжувати перемовини щодо спільного кордону та вивести війська зі спірної території. Втім, Гаяна не стала дотримуватись цієї угоди.

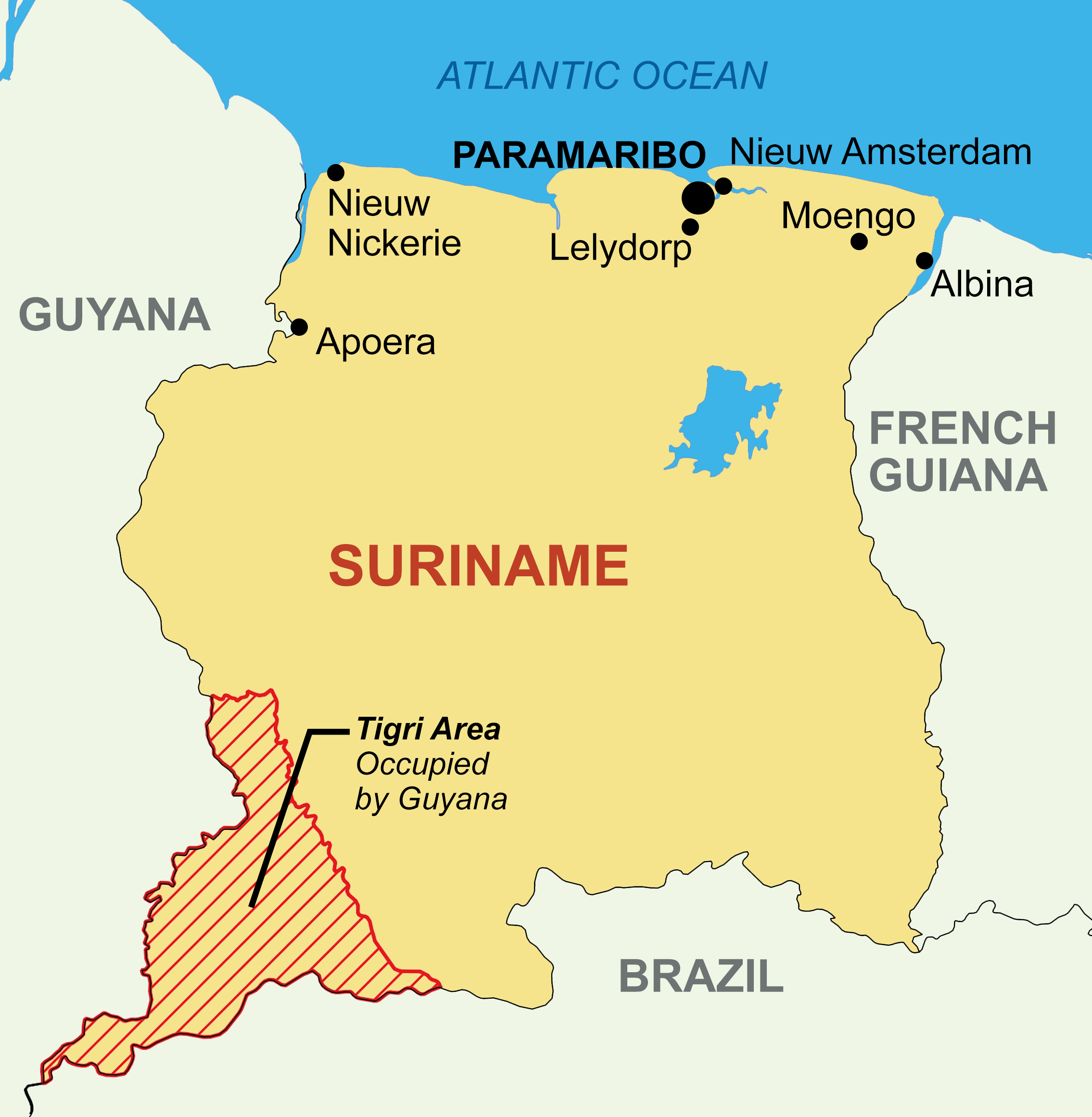

У Суринамі ця територія вважається частиною комуни Куруні округу Сипалівіні, а в Гаяні — частиною регіону Східний Бербіс-Корентайн.

## Історія
За Англо-нідерландською угодою 1814 року, було визначено, що кордон між Британською Гвіаною та Суринамом буде проходити за річкою Корантейн. Договір було підписано та ратифіковано обидвома сторонами. Роберт Шомбургк обстежив кордони Британської Гвіани у 1840 році. Він доплив до джерела річки Кутарі, притоки Корентайн, вважаючи, що це джерело самої Корентайн, та визначив кордон за нею. Щоправда, у 1871 році, Чарльз Баррінгтон Браун знайшов Нью-Ривер (вона ж Верхня Корентайн), що є джерелом річки Корентайн. Таким чином виник диспут щодо району Тігрі або трикутника Нью-Ривер.
Південний кордон району Тігрі пролягає вздовж кордону з Бразилією, у її штаті Пара. При встановленні контролю над кордоном Бразилія співпрацювала з британцями, бо вважала цю територію частиною Британської Гвіани, а не Нідерландів. Пізніше було підписано тристоронню угоду про місце стику кордонів Бразилії, Суринаму та Гаяни.
Конвенція, що розв'язувала питання Венесуельської кризи 1895 року також протизаконним чином виступала за те, або район Тігрі перейшов до Британської Гвіани. Проте, Нідерланди висловили протест та заявили, що саме Нью-Ривер, а не Кутарі є джерелом річки Корентайн, обумовленим кордоном між двома країнами. Британці відповіли, що це вже вирішене питання, і що обидві сторони вже погодились, що кордон проходить по Кутарі.
У 1936, спільна комісія, започаткована урядами Великобританії та Нідерландів домовились про повну належність самої річки Корентайн Суринаму, згідно з домовленням 1799 року. Морський кордон було зсунуто на 10° від точки №61, на три морські милі (5,6 кілометрів) від берега. Та все ж, трикутник Нью-Ривер було повністю визнано частиною Гаяни. Угоду, що затвердила б цей розділ, ніколи не було ратифіковано через Другу світову війну. Представник Нідерландів, Конрад Карел Кейзер, підписав домовленість із представниками Великобританії та Бразилії про те, що стик кордону між трьома країнами знаходитиметься близ джерела Кутарі. Британський уряд прагнув поставити крапку у територіальних питаннях щодо Британської Гвіани перед наданням їй незалежності, тому у 1961 році вони знову розпочали перемовини. Британці продовжували наполягати на тому, що нідерландці мають суверенітет над річкою Корентайн, що британці мають суверенітет над трикутником Нью-Ривер, і що вже домовлений морський кордон є чинним. Нідерландці відповіли, що вони мають усі права на владу над трикутником Нью-Ривер, але додали, що кордон варто провести по тальвегу річки Корентайн (дану заяву не повторював жодний з майбутніх урядів Суринаму). Домовленості так і не було досягнуто, і Гаяна здобула незалежність із невизначеним кордоном.
Там, де зараз знаходиться село Куруні біля аеродрому Куруні, було зведено збірні доми для робітників, що мали побудувати водозлив. Також почалась робота над табором біля річки Оронок. 12 грудня 1967 року, чотири озброєних представники гаянської поліції приземлились у табір біля Оронок та наказали робітникам покинути цю територію. Збройними силами Суринаму спочатку було створено чотири воєнні пости, проте, переважно з фінансових причин, них лишився лише Кемп-Тігрі, відомий у Гаяні як Кемп-Ягуар.  19 серпня 1969 року, відбулися прикордонні сутички між силами гаянців та суринамським ополченням у Кемп-Тігрі, який в результаті був захоплений Гаяною. 18 березня 1970 року, Ерік Вільямс, прем'єр-міністр Тринідаду і Тобаго запропонував стати посередником у конфлікті. У листопаді 1970 року суринамський та гаянський уряди погодились у Тринідаді й Тобаго вивести свої війська з трикутника. Невдовзі перед оголошенням Суринамом незалежності у 1975 році, президент Хенк Аррон попросив прем'єр-міністра Нідерландів Йоопа ден Ойла дати точне визначення кордонів держави Суринам, що буде утворена. У його відповіді було вказано, що район Тігрі належатиме Суринаму. Гаяна так і не дотрималась домовленості про відведення військ та й донині тримає армію у районі Тігрі.

## Села
У районі Тігрі є індіанські села Касуела та Сакуру, де живуть тірійо. Касуела — найстаріше з сіл західних тірійо, розташоване на острові посеред річки Нью-Ривер. Село також відоме під назвою Острів Кеш'ю (англ. Cashew Island). Військова база Кемп-Тігрі, відома у Гаяні як Кемп-Ягуар, розташована на північ від села.
Село Сакуру було засноване у 2008 році вихідцями з села Квамаласамуту. Воно знаходиться за координатами 2°4′21″ пн. ш. 56°53′21″ зх. д. / 2.07250° пн. ш. 56.88917° зх. д..